# Johanna Narten
Johanna Narten (* 5. Oktober 1930 in Hannover; † 15. Juli 2019 in Uttenreuth) war eine deutsche Professorin für Indogermanistik und Indoiranistik an der Friedrich-Alexander-Universität Erlangen-Nürnberg und Mitglied der Bayerischen Akademie der Wissenschaften. Nach ihr ist der Narten-Ablaut in der indogermanischen Ursprache benannt.

## Leben und Wirken
Narten studierte in Saarbrücken, Tübingen und Erlangen Indogermanistik mit Schwerpunkt Indoiranische Sprachen – insbesondere Vedisch und Avestisch – bei Karl Hoffmann. Bei ihm schrieb sie auch die Dissertation Die sigmatischen Aoriste im Veda (1964). Im Jahre 1968 veröffentlichte sie ihre Schrift Zum ‚proterodynamischen‘ Wurzelpräsens, in der sie die Existenz einer neuen Klasse von Verben aufzeigt. Sie war acht Jahre lang Assistentin am Institut für vergleichende indogermanische Sprachwissenschaft in Erlangen. 1971 habilitierte sie sich in Erlangen und von 1973 bis 1977 war sie dort Wissenschaftliche Rätin. 1977 wurde sie außerplanmäßige Professorin und 1978 wurde sie außerordentliche Professorin in Erlangen.
Ab 1995 waren sie und Regine Kahmann die ersten beiden weiblichen ordentlichen Mitglieder der Bayerischen Akademie der Wissenschaften.
Zu ihrem 70. Geburtstag 2000 wurde die Festschrift Anusantatyai: Festschrift für Johanna Narten zum 70. Geburtstag herausgegeben.
Sie wurde in Uttenreuth beigesetzt.

## Publikationen (Auswahl)
- Die sigmatischen Aoriste im Veda. Otto Harrassowitz, Wiesbaden 1964, DNB 453534023.
- Die Aməṣ̌a Spəṇtas im Avesta. Otto Harrassowitz, Wiesbaden 1982, ISBN 3-447-02200-0.
- Der Yasna Haptaŋhāiti. Reichert, Wiesbaden 1986, ISBN 3-88226-283-4.
- mit Karl Hoffmann: Der sasanidische Archetypus. Untersuchungen zu Schreibung und Lautgestalt des Avestischen. Reichert, Wiesbaden 1989, ISBN 3-88226-470-5.
- Marcos Albino, Matthias Fritz (Hrsg.): Kleine Schriften. Reichert, Wiesbaden 1995, ISBN 3-88226-848-4.